# グレッグ・キャノム
グレッグ・キャノム（Greg Cannom、1951年 - 2025年5月3日）は、アメリカ合衆国の特殊メイクアップアーティストである。アカデミー賞メイクアップ&ヘアスタイリング賞に10度ノミネートされ、4度受賞を果たしている。
2025年5月3日に死去。74歳没。

## 受賞とノミネート
| 賞               | 年   | 部門                       | 作品名                          | 結果       |
| ---------------- | ---- | -------------------------- | ------------------------------- | ---------- |
| アカデミー賞     | 1991 | メイクアップ賞             | フック                          | ノミネート |
| アカデミー賞     | 1992 | メイクアップ賞             | ドラキュラ                      | 受賞       |
| アカデミー賞     | 1992 | メイクアップ賞             | ホッファ                        | ノミネート |
| アカデミー賞     | 1993 | メイクアップ賞             | ミセス・ダウト                  | 受賞       |
| アカデミー賞     | 1995 | メイクアップ賞             | 最高のルームメイト              | ノミネート |
| アカデミー賞     | 1997 | メイクアップ賞             | タイタニック                    | ノミネート |
| アカデミー賞     | 1999 | メイクアップ賞             | アンドリューNDR114              | ノミネート |
| アカデミー賞     | 2001 | メイクアップ賞             | ビューティフル・マインド        | ノミネート |
| アカデミー賞     | 2008 | メイクアップ賞             | ベンジャミン・バトン 数奇な人生 | 受賞       |
| アカデミー賞     | 2018 | メイクアップ賞             | バイス                          | 受賞       |
| 英国アカデミー賞 | 1993 | メイクアップアーティスト賞 | ドラキュラ                      | ノミネート |
| 英国アカデミー賞 | 1994 | メイクアップ/ヘア賞        | ミセス・ダウト                  | ノミネート |
| 英国アカデミー賞 | 1994 | メイクアップ/ヘア賞        | マスク                          | ノミネート |
| 英国アカデミー賞 | 2018 | メイクアップ/ヘア賞        | バイス                          | ノミネート |